# Agnesia lancifolia
Agnesia lancifolia är en gräsart som först beskrevs av Carl Christian Mez, och fick sitt nu gällande namn av Fernando Omar Zuloaga och Emmet J. Judziewicz. Agnesia lancifolia ingår i släktet Agnesia och familjen gräs. Inga underarter finns listade i Catalogue of Life.